# Амфилохий (Сергиевский-Казанцев)
Епископ Амфилохий (в миру Павел Иванович Сергиевский-Казанцев; 20 июня [2 июля] 1818, село Любицы, Калужская губерния — 20 июля [1 августа] 1893, Ростов, Ярославская губерния) — епископ Православной российской церкви с титулом епископ Угличский, викарий Ярославской епархии, археограф и палеограф.

## Биография
Родился в семье причетника, в 1829—1835 годы обучался в Боровском духовном училище, а затем в Калужской духовной семинарии. Окончив её в 1840 году поступил в Московскую духовную академию. 14 ноября 1842 года на втором курсе обучения принял монашеский постриг, 1 августа 1844 года был рукоположён во иеромонаха. Окончил Академию в 1844 году со степенью кандидата богословия, был назначен смотрителем Суздальского духовного училища.
В 1852 году назначен настоятелем Ростовского Борисоглебского монастыря с возведением в сан архимандрита и смотрителем ростовских духовных училищ. В 1858 году стал настоятелем Воскресенского Новоиерусалимского монастыря. В 1860-е годы переехал в Москву, был в числе братии миссионерского Покровского монастыря, начал заниматься научной работой. 30 декабря 1874 года назначен настоятелем Данилова монастыря. Активно занимался палеографией, изучал древне-славянские и греческие богослужебные рукописи из собраний Румянцевского музея и Синодальной библиотеки.
При учреждении в Ярославской епархии Угличского викариатства, 1 мая 1888 года хиротонисан в Ростове во епископа Угличского. Имел местопребывание в ростовском Спасо-Яковлевском монастыре, где скончался 20 июля 1893 года и погребен.

## Научная деятельность
Сферой научных интересов архимандрита Амфилохия являлась славянская и греческая палеография. Он изучил и подготовил к изданию такие памятники как Галицкое Евангелие 1144 года, Струмицкий Октоих XIII века, Карпинский Апостол начала XIV века, Румянцевский Апокалипсис начала XIV века. Главным трудом Амфилохия в области греческой палеографии стало «Палеографическое описание греческих рукописей с IX по XVII в. определенных лет» (в 4 томах). В ходе своей научной деятельности собирал древние рукописи, которые после изучения передавал в публичные библиотеки (собрания рукописных книг из коллекции Амфилохия находятся в РГБ, Дмитровском краеведческом музее, отдельные материалы в РГАДА, а архив Амфилохия хранится в ГИМ).
Неоднократно получал за свои работы награды и премии:
- Демидовская премия за исследование о Пандекте Антиоха;
- 1883 год — Ломоносовская премия Императорской Санкт-Петербургской Академии Наук за труды по греческой палеографии и издание текстов и вариантов Псалтири и Галицкого Евангелия;
- Высочайшая благодарность за труд «Житие, страдания и чудеса святого Димитрия царевича».

Был почётным членом Санкт-Петербургской и Московской духовных академий, действительным членом Московского Археологического общества (с 1866 года), член-корреспондентом Санкт-Петербургской академии наук (с 1868 года) и других исторических и археологических обществ.

## Публикации
1. Апокалипсис XIV века, исправленный преимущественно по Апокалипсису, исправленному и писанному св. Алексием, митрополитом, с картиною св. Иоанна Богослова из греческого Нового Завета XI—XIII веков и 20-ю картинами XVIII века из лицевого Апокалипсиса XVIII века моего собрания: С приложением при объяснении картин полного текста Апокалипсиса, писанного св. Алексием митрополитом слово в слово и строка в строку. — М.: Тип. Снегиревых. 1887. — 48, 40, 22 л. цв. ил.
2. Апокалипсис XIV века Румянцевского музея, сличенный по древним памятникам преимущественно с Апокалипсисом, писанным рукою св. Алексия, помещенным в его Новом Завете, с греческим текстом V века из кодекса св. Ефрема Сирина издания Тишен-дорфа и 1072 года, где не доставало в кодексе V века с изображением св. Иоанна Богослова, гравированным на дереве гравер. Рыжовым из греческого Нового Завета XII—XIII веков: Т. 3, ч. 1. — М.: Тип. Кудрявцевой, 1886. —VIII, 270 с., 1 л. ил.
3. Археологические заметки о греческой Псалтири, писанной в конце IX века, принадлежащей действительному члену Общества древнерусского искусства при Румянцевском Московском музее и других обществ А. Н. Лобкову, с снимками Символа веры, Херувимской песни и некоторых других песней на 12 страницах. — М.: Сол-датенков, 1866. — 26 с., [7] л. факс.
4. Второй и последний ответ на статью И. Д. Мансветова «О греческом Кондакарии» // Чтения в О-ве любителей духов. просвещения. — 1880. — Отд. 2. — С. 383—390.
То же. — М.: Тип. Снегирева, Ценз. 1880. — 8 с.
5. Выписка из подробной описи имущества Воскресенского Новоиерусалимского монастыря 1680 года // Изв. Имп. археол. о-ва. — 1862. — Вып. 1. — Стлб. 25—60.
6. Выписка из списка Пандекта Антиохова XI века / / Изв. Отд-ния рус. яз. и словесности Имп. Акад. наук. — 1858. —Т. 8. — Стлб. 41—47, 147—155.
7. Дополнения к церковно-славянскому словарю А. Х. Востокова: Из Пандекта Антиохова XI века: Из Ирмолоя XII—XIII веков Воскресенской Новоиерусалимской библиотеки // Изв. Отд-ния рус. яз. и словесности Имп. Акад. наук. — 1861. —Т. 10. — Стлб. 73— 78.
8. Древлеславяно-греко-русский словарь из Юрьевского Евангелия 1118—1128 годов, сличенный с Евангелиями XI века и 1270 года. — М.: Тип. Кудрявцевой, 1877. — 40 с. — На тит. л.: Описание Юрьевского Евангелия 1118—1128 гг. Воскресенской Новоиерусалимской библиотеки.
9. Древлеславянская Псалтирь Симоновская до 1280 года, сличенная с рукописными Псалтирями XI—XVII веков и старопечатными XV и XVII веков, с греческим текстом X века из Феодоритовой Псалтири, сличенным с Псалтирью в Синайской Библии, Псалтирью 862 года, Псалтирью X века Норовскою и Псалтирью X—XI веков: Т. 1—4. — М., 1880—1881. Том 4
То же. — 2-е изд., доп. сличением: Из Псалтири Киприановс-кой XIV в., с Толковой Феодоритовой Псалтирью по списку 1472 г. Псалтирью Толковою Максима Грека по списку 1592 г., Брунонов-скою Псалтирью XVI в. и Псалтирью Фирсовою 1683 г. — М.: Тип. Снегирева, 1880—1881.
10. Древлеславянская Псалтирь XIII—XIV веков: С греческим текстом из Толковой Феодоритовой Псалтири X века с замечаниями по древним памятникам: В 2 т. — М.: Тип. Кудрявцевой, 1874—1877. — Впервые опубл. в «Чтениях О-ва любителей духов. просвещения».
11. Древлеславянский Карпинский Апостол XIII века с греческим текстом 1072 года, сличенный по древним памятникам славянским XI—XVII веков, с разночтениями греческими, заимствованными из Нового Завета издания Рейнекция 1747 года. — М., 1885—1888. — Загл. Т. 1, ч. 2; Т. 4, ч. 1: Карпинский Апостол XIII века.
Т. 1, ч. 1: Деяния Апостольские. — 1886. — LXXXIV, 705 с., [1] л. ил.
Т. 1, ч. 2: Соборные послания. — 1886. — 7, 316 с., [4] л. ил.
Т. 2, ч. 1: Послания св. Апостола Павла. — 1885. — 826 с., [1] л. ил.
Т. 2, ч. 2: Послания св. Апостола Павла к ефесеям, филипписе-ям, коллоссаем; 1-е, 2-е к солунянам. 1-е. 2-е к Тимофею, к Титу. Филимону и к евреям. — 1886. — 680 с.
Т. 3, ч. 1: Апокалипсис XIV века Румянцевского музея. — 1886.—VIII, 270с., 1л. ил.
Т. 3, ч. 2: О древнем переводе Апостола. Об исправлении его. Дополнения к описанию рукописей: Охридского и Слепченского Апостолов. Снимки с более замечательных рукописей. Новозаветный древлеславяно-греко-русский словарь, сравн. по древним памятникам. — 1888. — 531 с. разд. паг., [6] л. ил.
Т. 4, ч. 1: [Деяния Апостольские]. Послания. — 1887. — IV, 368 с., [6] л. ил.
То же: В 2 т. — М., 1885.
12. Древние иконы в Московском Даниловом монастыре // Чтения в О-ве любителей духов. просвещения. — 1871. — Кн. 1. — С. 20—23; Кн. 2. — С. 28—31.
13. Евангелие, писанное в 1120 году в Новгороде на пергамене // Чтения в О-ве любителей духов. просвещения. — 1871. — Кн. 1. — С. 1—8; Кн. 2. — С. 9—16; Кн. 3. — С. 17—24, 25—32.
14. Жизнь преподобного Иринарха, затворника Ростовского Борисоглебского монастыря, что на Устье реке, с картинами и изображениями его праведных трудов. — М.: Тип. Чуксина, 1863. — 33, IV с., [12] л. ил.
То же. —2-е изд., испр. и доп. — М.:Тип. Гаврилова, 1874. —2, 59, 4с., [12] л. ил.
15. Житие, страдания и чудеса св. Димитрия царевича, с оригинала подлинного почерка св. Димитрия Ростовского. — М., 1889.
16. Заметка о служебнике Преподобного Сергия // Моск. цер-ков. ведомости. — 1887. —№ 13.
17. Замечания на древлеславянский перевод Псалтири XIII— XTV веков с греческим текстом Феодоритовой Псалтири по древним памятникам: В 2 т. — М., 1874—1877.
18. Замечания о греческих миниатюрах X века на листах Евангельских чтений // Изв. Имп. археол. о-ва. — 1872. —Т. 7.
19. Замечания о миниатюрах в греческом сборнике Житий святых и поучений 1063 года // Вестник О-ва древнерус. искусства. — 1875. — Вып. 6—10.
20. Исследование о Пандекте Антиоха XI века, находящемся в Воскресенской Новоиерусалимской библиотеке архимандрита Ам-филохия, удостоенное Демидовской премии в 1863 году в 714 р. с. — М.: Тип. Кудрявцевой, 1880. — 184 с., [1] л. ил. —Текст рус., древнегреч.
21. Исследования о славянской Псалтири XIII—XTV веков библиотеки А. И. Хлудова. — М.: Синод. тип., 1870. — 28 с., [12] л. ил., факс.
22. Краткая жизнь Ростовского Борисоглебского монастыря, что на Устье реке, чтеца Алексея Стефановича (юродивого), с его портретом. — М.: Тип. Чуксина, 1863. — 7 с., [1] л. ил.
23. Летописные и другие древние сказания о св. благоверном великом князе Данииле Александровиче, сыне св. благоверного великого князя Александра Невского, и о построенном им за Москвою рекою Даниловском монастыре. — М.: Тип. Фальк, 1873. — 376с., [2] л. ил.
То же. — М.: Тип. Кудрявцевой, 1875. — 38 с., [2] л. ил.
24. Надгробные памятники иноверцев, найденные архимандритом Амфилохием в 1870 году в Московском Даниловом монастыре. — М.: Тип. «Рус. ведомостей», [1871]. — 6с. — Из: Чтения в О-ве любителей духов. просвещения. — 1871.
25. Находка древностей в юрту станицы Мичулинской на Дону // Древности: Тр. Имп. археол. о-ва в Москве. — 1867. —Т. 1.
26. О влиянии греческой письменности на славянскую с IX до начала XVI века. — М.: Синод. тип., 1872. — 16 с. — Перепеч. из: Тр. 1-го Археол. съезда в Москве.
27. О греческих миниатюрах, находящихся на 14-ти листах из Евангельских чтений в Императорской Публичной библиотеке под номером 20-м, X века. — [СПб.]: Тип. Имп. Акад. наук, [1872]. — 13 с. — Отт. из: Изв. Рус. археол. о-ва. — 1872.
28. О греческой Кормчей Московской Синодальной библиотеки, последней четверти IX века, под № 393 // Археол. вестник. — 1867.— Вып. 1.
29. О греческом Кондакарии XII—XIII веков Московской Синодальной библиотеки сравнительно с древним славянским переводом. — СПб.: Тип. Имп. Акад. наук, 1869. — 37 с. — Прил. к Зап. Имп. Акад. наук. — Т. 16. — № 4.
30. О древних иконах в Московском Даниловом монастыре: св. Апостолов Петра и Павла, Владимирской Божией Матери, с Акафистом по полям, и семи Вселенских Соборов. — М.: Тип. «Рус. ведомостей». 1871. — 8 с., 4 л. ил. — Из: Чтения в О-ве любителей духов. просвещения. — 1871.
31. О Кондакарии XII—XIII веков по рукописи Московской Синодальной библиотеки № 437: С древнейшим славянским переводом кондаков и икосов, какие есть в переводе и с приложением выписок кондаков и икосов из служебных греческих рукописных Миней, с славянскими древнейшими переводами и из славянских служебных Миней рукописных с греческим текстом и без оного и с разночтениями на обоих языках: С приложением снимков. — М.: Тип. Кудрявцевой, 1876 (обл. 1879). —VIII, 260 с.
32. О лицевом греческом Акафисте Божией Матери (2-й половины XIV века) Московской Синодальной библиотеки № 429. — М.: Тип. «Рус. ведомостей», 1870. — 8с., [1] л. факс. — Из: Чтения в О-ве любителей духов. просвещения. — 1870. — Кн. 10.
33. О лицевом славянском Акафисте Божией Матери XVII века // Чтения в О-ве любителей духов. просвещения. — 1871. — Кн. 8.—С. 29—33.
34. О миниатюрах и украшениях в греческих рукописях Императорской Публичной библиотеки, одной рукописи 1072 года библиотеки Московского университета и одной из библиотек г. Норова, хранящейся в Московском публичном музее. — М.: Тип. «Рус. ведомостей», 1870. — 64 с., [4] л. факс.
35. О миниатюрах славянской Псалтири XIII века // Древности: Тр. Имп. археол. о-ва в Москве. — 1870. —Т. 3. — С. 1—28.
36. О неизданных канонах в служебной февральской греческой Минее конца X века Московской Синодальной библиотеки № 181, выбранных из неё архимандритом Амфилохием. — М.: Синод. тип., 1870. — 11, 24 с.
37. О переводе древлеславянской Псалтири // Чтения в О-ве любителей духов. просвещения. — 1879. — Кн. 10. — С. 1—112.
38. О переводе свв. Кириллом и Мефодием Апостола. — СПб.: Тип. Имп. Акад. наук, [1876]. — 18 с.
39. О печатном Евангелии 1681 года, находящемся в Высокопетровском Московском монастыре, с рисованными изображениями Древа искупления, четырех Евангелистов с их символами и бордюрами по краям листов. — М.: Тип. «Рус. ведомостей», 1871. — 7 с., [2] л. ил., факс. — Отт. из: Чтения в О-ве любителей духов. просвещения. — 1871.
40. О покаянных тропарях и молитвах или стихирах в древнегреческих и древнеславянских Псалтирях после каждой кафизмы // Чтения в О-ве любителей духов. просвещения. — 1880. — Февр. — С. 131—146.
41. О поучении св. Леонтия, епископа Ростовского к попам. — [М.]: Тип. Калинина, Ценз. 1878. — 6 с.
42. О самодревнейшем Октоихе XI века югославянского юсового письма, найденном в 1868 году А. Ф. Гильфердингом в Струмнице. — М.: Тип. Кудрявцевой, [1870]. — XVIII, 52 с., [2] л. факс.
43. О трех обетах монашества: девстве, нестяжании и послушании: Канд. соч.. — М.: Тип. Ферапонтова, 1845. — 84 с.
44. Об иконе Воскресения Христова XIII—XIV веков на шиферном камне // Чтения в О-ве любителей духов. просвещения. — 1871. — Кн. 4. — С. 13—19.
45. Об отрывках из богослужебных древлеславянских книг XI, XII, XIII веков, болгарских и сербских // Чтения в О-ве любителей духов. просвещения. — 1880. — Кн. 2. — С. 1—27.
46. Об отрывках из древлеславянских рукописей XI и XII—XIII веков: С литогр. снимком. — М.: Тип. Снегирева, 1880. — 27 с., [1] л. факс. — Из: Чтения в О-ве любителей духов. просвещения. — 1880.
47. Объяснение надписи Пятигорского креста // Вестник О-ва древнерус. искусства. — 1875.
48. Объяснение об исследовании греческого Кондакария XII—XIII веков. Московской Синодальной библиотеки № 437, сравнительно с древним славянским переводом и с снимками. — СПб., 1868. — 9 с. — Отт. из: Зап. Имп. Акад. наук. — 1868. — Т. 13.
49. Описание Воскресенской Новоиерусалимской библиотеки: С приложением снимков со всех пергаменных рукописей и некоторых, писанных на бумаге. — М.: Синод. тип., 1875. — ГУ, IX, XI, 214 с., 1 л. ил.
То же. — 1876.
50. Описание греческой Псалтири 862 года: С точным снимком Символа веры, записи, азбуки и других признаков древнего письма. — М.: Типо-лит. Кудрявцевой, 1873. — 8 с., [1] л. факс.
51. Описание Евангелия, писанного на пергамене, в Новгороде для Юрьевского монастыря в 1118—1128 годах // Изв. Отд-ния рус. яз. и словесности Имп. Акад. наук. — Т. 10, вып. 1. — Стлб. 73—78.
52. Описание Евангелия 1092 года, сличенного преимущественно с Остромировым Евангелием. — М.: Синод. тип., 1877. — 32 с., [1] л. факс.
53. Описание иконы Божией Матери Благовещения с лицевым Акафистом по полям, находящейся в Ростовском Борисоглебском монастыре, в теплой церкви Благовещенской // Сб. на 1866 г., изд. О-вом древнерус. искусства. — М., 1866. — Отд-ние 2. — С. 148—150.
54. Описание образа Неопалимой купины по рисунку, сделанному с образа Неопалимовской церкви, что близ Девичьего монастыря, приложенному при рукописной службе, на которую сделаны замечания митрополитом Московским Филаретом. — М.: Тип. Фальк, [1873]. — 15 с., [1] л. ил. — Из: Моск. епарх. ведомости. — 1873.
55. Описание рукописей Воскресенского ставропигиального первоклассного монастыря, именуемого Новый Иерусалим, писанных на пергамене и бумаге. — СПб.: Тип. Имп. Акад. наук, 1859. — 106с.
56. Описание Юрьевского Евангелия 1118—1128 гг. Воскресенской Новоиерусалимской библиотеки: С приложением оттиснутых резных на пальме букв и заставки и словаря из него, слич. с Евангелиями XI и XII веков и 1270 года. — М.: Тип. Кудрявцевой, 1877. — 233, 40 с., [3] л. факс. — Словарь имеет отд. л. и пат.
57. Ответ на разбор, сделанный И. Д. Мансветовым, проф. Московской Духовной Академии по церковной археологии на греческий Кондакарий XII—XIII веков с древним славянским переводом и снимками в 229 страниц, изданный архимандритом Амфилохием в 1879 году. — [М.]: Тип. Снегирева, Ценз. 1880, — 22 с.
58. Палеографическое описание греческих рукописей. — М.: Тип. Кудрявцевой, 1879—1880.
Т. 1: .. IX и X вв. определ. лет. — 1879. — 84, II с., [26] л. факс. Т. 2: ..XI и XII вв. определ. лет. — 1880. —78, 6с., [30] л. факс. Т. 3: .. XIII и XIV вв. определ. лет. — 1880. — 124, II с., [35] л. факс. Т. 4: .. XV—XVII вв. определ. лет. — 1880. — 73, III с., [22] л. факс.
59. Палеографическое описание [недатированных] рукописей уставного письма и скорописного: Со снимками. — М.: Тип. Кудрявцевой, 1883.
Т. 1: .. IV, V, VI, VIII, IX и X вв. — 1883. — 276 с.
Т. 2: ..Хв. — [1883]. —214, XI с.
Т. 3: .. X—XI в. — [XII—XVII в.] — [1883]. — 350 с,
60. Положения, выбранные из Боннской конференции в 1875 году из сочинений св. Иоанна Дамаскина, дополненные в 1876 году контекстом по рукописям Московской Синодальной библиотеки и по Миню, с древним и новым славянским и русским переводом, где он есть, и с прибавлением к ним исповедания веры во Святую Троицу св. Дамаскина в его Послании к царю Константину Копрониму. находящемся в греческой рукописи IX—X века Московской Синодальной библиотеки с 11 -ю литографированными начальными строками сего Послания. — М.: Тип. «Соврем, изв.», [1876]. — 8 с., [1] л. факс.
61. Псалтирь, сличенная по церковно-славянским переводам сравнительно с греческим текстом и еврейским, с примечаниями. — М.,1879. — 386 с.
То же // Чтения в О-ве любителей духов. просвещения. — 1877.— Кн. 4.— С. 141—160, 161—368.
62. Речь при наречении во епископа // Ярослав. епарх. ведомости. — 1888. — № 20.
63. Ростовские древности // Вестник О-ва древнерус. искусства. — 1876. — Кн. 1. — Отд. 4.
64. Сборник изображений Спасителя, Божией Матери и других святых с X по XV век, конечных украшений, заставок, заглавных букв с 835 года по XVII век: С греч. и слав, рукоп. на дереве Гравер. Рыжовым на 68 с. — М.: Тип. Кудрявцевой, 1875. — VIII, [76] с.: ил.
65. Святой Алексий, митрополит, как исправитель Нового Завета по греческому подлиннику // Моск. епарх. ведомости. — 1885. — № 4.
66. Словарь из Пандекта Антиоха XI века Воскресенской Новоиерусалимской библиотеки. — М.: Тип. Кудрявцевой, 1880. — 167 с.
67. Утренние песни из древлеславянской Псалтири XIII века // Чтения в О-ве любителей духов. просвещения. — 1877. — Апр. — С. 1—140.
68. Хождение по Вознесении Господа нашего Иисуса Христа св. Апостола и Евангелиста Иоанна, учение и преставление: Списано Прохором, учеником его: Из рукописи XV—XVI веков собрания архимандрита Амфилохия с греческим текстом по рукописи 1022 года № 162. слич. с рукоп. XI—XII веков и XIII века № 178 и 159 Московской Синодальной библиотеки: С хромолит. изобр. св. Иоанна Богослова и его ученика Прохора. — М.: Тип. Кудрявцевой, 1879. —XII, 68 с., [1] л. ил.
69. Царские врата в Успенской теплой церкви в Николо-Угрешском монастыре: Древние церковные вещи того же монастыря // Сб. на 1866 г. изд. О-вом древнерус. искусства при Моск. публ. лицее. — М., 1866. — Отд-ние 2. — С. 122—124.
70. Четвероевангелие Галичское 1144 года, исправленное по древним славянским памятникам согласно греческому подлиннику с четырьмя изображениями Евангелистов и двумя изображениями Спасителя с двумя приложениями: По одной главе из самодревнейшего глаголитского Четвероевангелия, изданного академиком Ягичем, и Четвероевангелия славянского, теперь принятого, по одной же главе для сравнения разностей текста и приложения с заставками и заглавными буквами, которые здесь помещены в тексте и не помещены, но заимствованы из тех же славянских и греческих рукописей как заслуживающие внимания любителей дорогой нам русской и греческой старины. — М.: Тип. Снегирева, 1885. — [338] с., [23] л. ил., факс.
71. Четвероевангелие Галичское 1144 года, сличенное с древ-леславянскими рукописными Евангелиями XI—XVII веков и печатными: Острожским 1571-го и Киевским 1788 годов и с греческим Евангельским текстом 835 года, сличенным с греческими Четвероевангелиями X и XI веков графа Орлова-Давыдова и с разночтениями, выбранными преосвященным Порфирием из Евангелий Императорской Публичной библиотеки в С.-Петербурге и печатным 1757 года, изд. Рейнекция. и 1854 года, изд. Тишендорфа: В 3 т. — М.: Тип. Снегирева, 1882—1883.
Т. 1: С двумя гравюрами на пальме гравер. Дм. Рыжовым изображениями Евангелистов Матфея и Марка, заимствованными из Четвероевангелия X века гр. Орлова и отпеч. в тип. Кудрявцевой. — 1882. —XXVIII, 897., [2] л. ил.
На шмуцтит.: Новый Завет Господа нашего Иисуса Христа древлеславянский с древним греческим текстом, сличенный по древним источникам архимандритом Амфилохием.
Т. 2: С тремя гравированными на пальме гравер. Дм. Рыжовым изображениями Евангелистов Луки и Иоанна и Спасителя Господа нашего Иисуса Христа, заимствованными из Четвероевангелия X века гр. Орлова и отпеч. в тип. Кудрявцевой. — 1883. — 1008 с., [3] л. ил.
Т. 3: Дополнение к Галичскому сличительному Четвероевангелию: С таблицей ключа к глаголице и 5-ю таблицами заглавных букв и заставок, рез. на пальме гравер. Рыжовым, отпеч. в тип. Кудрявцевой. — 1883. — 384 с., [5] л. ил.
72. Что внес св. Киприан, митрополит Киевский и всея России, а потом Московский и всея России, из своего родного наречия и из переводов его времени в наши богослужебные книги? //Тр. 3-го Археол. съезда. — Киев, 1878. —Т. 2. — С. 231—251.
73. Что св. Алексий, митрополит, в своем Новом Завете, писанном его святительскою рукою, самолично исправил и какие слова заимствовал из Новозаветных книг, прежде него писанных // Моск. церков. ведомости. — 1886. — № 33.